# Aintree
Aintree lub Aintree Village – wieś i civil parish w Anglii, w hrabstwie ceremonialnym Merseyside, w dystrykcie metropolitalnym Sefton. Leży 10 km na północ od centrum Liverpool i 291 km na północny zachód od Londynu. W 2011 roku civil parish liczyła 6689 mieszkańców